# Agapanthia osmanlis
Agapanthia osmanlis — вид жесткокрылых из семейства усачей.

## Распространение
Распространён в Румынии, Болгарии, Венгрии, Турции и Сирии.

## Описание
Жук длиной от 10 до 16 мм. Время лёта с мая по июнь.

## Развитие
Жизненный цикл вида длится один год. Кормовыми растениями являются астровые.